# Jesús Guanche
Juan Jesús Guanche Pérez (* 1. September 1950 in Havanna) ist ein kubanischer Kulturanthropologe und Hochschullehrer.

## Leben
Pérez wirkte als Dozent und Professor an zahlreichen Universitäten Kubas, u. a. an der Universidad Central de Las Villas in Villa Clara, an der Universidad de Holguín „Oscar Lucero Moya“, an der Universidad de Cienfuegos „Carlos Rafael Rodríguez“, an der Universidad Camilo Cienfuegos in Matanzas und an der Universidad „Ignacio Agramonte“ in Camagüey. Im Ausland unterrichtete er an Universitäten in Lateinamerika, in China, Russland, Spanien, Italien und Norwegen, in der Schweiz, Polen und in den USA.  
Von 1987 bis 1997 war er Investigador Titular am Centro de Investigación y Desarrollo de la Música Cubana (CIDMUC) des Instituto Cubano de la Música, dann bis 2016 Vorstandsmitglied der Fundación Fernando Ortiz. Von 2016 bis 2018 war er ordentlicher Professor an der Fakultät Spanisch für Nicht-Spanischsprachige der Universität Havanna und Präsident des wissenschaftlichen Rates des Instituto Cubano de Antropología.
Themen seiner wissenschaftlichen Arbeit sind u. a. ethnokulturelle Prozesse in Kuba, ethnische Komponenten der kubanischen Nation, traditionelle Populärkultur, Volksreligiosität, Transkulturation und afrikanische Identität, afrikanische Identität und Ethnizität in Kuba, interkulturelles Vokabular und kulturelles Erbe. Er veröffentlichte in Kuba und im Ausland mehr als 400 Publikationen zu verschiedenen Aspekten der kubanischen Kultur und ihren ethnohistorischen Merkmalen. Ausgezeichnet wurde er mehrmals mit den Premios Anuales de Investigación Cultural des kubanischen Kulturministeriums. 2013 erhielt er den Premio Nacional de Investigación Cultural, 2018 den Orden „Carlos J. Finlay“ und 2023 den Premio Nacional de Ciencias Sociales y Humanísticas. 

## Schriften
- Componentes étnicos de la nación cubana[1]
- Contribución al estudio del poblamiento africano en Cuba[2]
- Iconografía de africanos y descendientes en Cuba[3]
- España en la savia de Cuba[4]